# Saran (Loiret)
Saran település Franciaországban, Loiret megyében. Lakosainak száma 16 866 fő (2022. január 1.). Saran Gidy, Ingré, Cercottes, Fleury-les-Aubrais, Orléans, Ormes és Saint-Jean-de-la-Ruelle községekkel határos.

## Népesség
A település népessége az elmúlt években az alábbi módon változott:
| Lakosok száma | 5749 | 10 104 | 13 436 | 15 543 | 15 449 | 16 259 | 16 365 | 16 357 | 16 598 | 16 866 |
|               | 1968 | 1982   | 1990   | 2006   | 2013   | 2015   | 2017   | 2019   | 2020   | 2022   |